# Ancilla matthewsi
Ancilla matthewsi is een slakkensoort uit de familie van de Ancillariidae. De wetenschappelijke naam van de soort is voor het eerst geldig gepubliceerd in 1967 door Burch & Burch.